# اوکی ۵۳۳۷
سیارک ۵۳۳۷ (به انگلیسی: 5337 Aoki، نامگذاری:1991LD) پنج هزار و سیصد و سی و هفتمین سیارک کشف شده‌است که در ۶ ژوئن ۱۹۹۱ کشف شد.
قدر مطلق سیارک برابر ۱۱٫۵۰ است.